# Mwng
| Recensione | Giudizio |
| ---------- | -------- |
| AllMusic   |          |

Mwng (pronuncia [ˈmʊŋ]) è il quarto album discografico in studio del gruppo musicale gallese Super Furry Animals, pubblicato nel 2000.

## Il disco
Il disco è interamente cantato in lingua gallese, il primo scritto in questo modo dal gruppo. Il titolo vuol dire "criniera".
È stato registrato nel 1999 in diverse località, precisamente in parte in un villaggio dell'isola di Anglesey, in parte a Cardiff ed in parte a Box, nel Wiltshire (Inghilterra).
L'album è stato pubblicato dalla Placid Casual, etichetta di proprietà della band, dopo che la stessa ha smesso di pubblicare per la Creation Records.
Il primo e unico singolo estratto dall'album è stato Ysbeidiau Heulog, diffuso nel maggio 2000.
L'album ha raggiunto la posizione #11 della classifica Official Albums Chart ed ha ricevuto ottimi consensi da parte della critica.

## Tracce
1. Drygioni – 1:23
2. Ymaelodi Â'r Ymylon – 2:57
3. Y Gwyneb Iau – 3:54
4. Dacw Hi – 4:18
5. Nythod Cacwn – 3:46
6. Pan Ddaw'r Wawr – 4:29
7. Ysbeidiau Heulog – 2:51
8. Y Teimlad – 4:40
9. Sarn Helen – 4:18
10. Gwreiddiau Dwfn / Mawrth Oer Ar y Blaned Neifion – 7:57

## Formazione
- Gruff Rhys - voce, chitarra
- Huw Bunford - chitarra, cori
- Cian Ciaran - tastiere, armonium
- Guto Pryce - basso
- Dafydd Ieuan - batteria, percussioni